# Чехълче (филм)
„Чехълче“ е български игрален филм от 1959 година на режисьора Яким Якимов.

## Актьорски състав
Не е налична информация за актьорския състав.